# Puerto Gaitán (kommun)
Puerto Gaitán är en kommun i Colombia.   Den ligger i departementet Meta, i den centrala delen av landet, 280 km öster om huvudstaden Bogotá. Antalet invånare är 17 306.